# トーマス・ハリオット

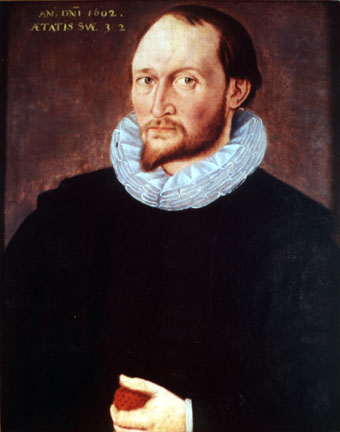
1602

トーマス・ハリオット（Thomas Harriot、または  Harriott 、 Hariot、1560年頃 - 1621年7月2日）は、イギリスの天文学者・占星術師・数学者である。数学・天文学に先駆的な業績をあげたが、著書を残すことが少なく後世に大きな名声を残すことはなかった。
オックスフォード大学に学び、エリザベス1世の寵臣で探検家のウォルター・ローリーと親しくなり、天文学の知識を探検航海のための航海技術に生かした。ハリオット自身も少なくとも一度は新世界探検に加わり、1588年にバージニアの住民などについて記録を残した。
数学史においては、船倉に球形の砲弾を最も多く詰める方法（「ケプラー予想」につながる。）に最初に取り組んだ数学者として知られる。また、メルカトル図法の数学的定式化にも携わった。ローリーが投獄された後、新しいパトロンとしてヘンリー・パーシー（第9代ノーサンバランド伯）のために働いたが、1605年、火薬陰謀事件のためにパーシーとともに一旦は投獄されるがすぐに釈放されるという経験をした。
1607年に、後にハレー彗星と呼ばれる彗星の出現によって天文学に対する興味をもった。望遠鏡を用いて観測をおこなった初期の天文学者の一人であり、太陽黒点を発見した一人である。さらにガリレオよりも早い1609年に望遠鏡を使った月面のスケッチを残した。これらの業績は1786年にフランツ・フォン・ツァハが、ハリオットの原稿を調べ再発見された。ハリオットの月面図が出版されたのは1965年であった。没後の1631年に唯一の著書である幾何学に関するArtes Analyticae Praxisが出版された。